# Отто Шнівінд
Отто Шнівінд (нім. Otto Schniewind; нар. 14 грудня 1887, Саарлуї, Рейнська провінція — пом. 26 березня 1964, Лінц-ам-Райн, Рейнланд-Пфальц) — німецький воєначальник часів Третього Рейху, начальник Генерального штабу Крігсмаріне, генерал-адмірал Крігсмаріне (1944). Кавалер Лицарського хреста Залізного хреста (1941).

## Біографія
3 квітня 1907 року вступив в Кайзермаріне кадетом. Пройшов підготовку у військово-морському училищі і на легкому крейсері «Лейпциг». 28 вересня 1910 отримав звання лейтенанта. З 15 листопада 1911 року — вахтовий офіцер на легкому крейсері «Аугсбург», з 20 серпня 1912 року ад'ютант і офіцер зв'язку на легкому крейсері «Магдебург».
З 1 жовтня 1913 року служив на міноносцях.
Перша світова війна
Учасник Першої світової війни, командував різними міноносцями 13-й і 14-й напівфлотілій. За бойові заслуги нагороджений Залізним хрестом 1-го і 2-го класу. 17 червня 1917 року одержав звання капітан-лейтенанта. З 20 вересня 1918 командир 7-ї флотилії міноносців. 22 червня 1919 року інтернований і звільнений тільки в кінці січня 1920 року.
міжвоєнна служба
20 квітня 1920 року прийнято на службу на флот, командиром роти 2-й морський бригади. З 15 серпня 1920 року прапор-лейтенант 4-ї флотилії і командир тральщика М-133, c 19 грудня того ж року — 2-й офіцер Адмірал-штабу в штабі військово-морської станції «Нордзе».
З 1 січня 1925 по 22 вересня 1926 року — ад'ютант імперського військового міністра. З 23 вересня 1926 командував 4-й напівфлотіліей, з 26 вересня 1928 року — 2-й флотилією міноносців. З 7 жовтня 1930 року 1-й офіцер Адмірал-штабу в штабі флоту.
З 28 вересня 1932 по 19 лютого 1934 командував легким крейсером «Кельн».
З 27 вересня 1934 по 19 жовтня 1937 року — начальник штабу флоту. З 20 жовтня 1937 року начальник Адміністративного управління Верховного командування ВМС (ОКМ).
Друга світова війна
З 31 жовтня 1938 по 22 серпня 1939 року начальник Командного управління ОКМ і начальник Штабу керівництва морської війною. Керував розробкою планів морської війни, в тому числі планом ОКМ із захоплення Норвегії.
Найближчий співробітник адмірала Еріха Редера, користувався його незмінною підтримкою. 21 квітня 1940 нагороджений Лицарським хрестом Залізного хреста.
З 12 червня 1941 командувач флотом. Одночасно с 2 березня 1943 року стало командувачем групою ВМС «Північ».
31 липня 1944 переведений в резерв фюрера, а 30 квітня 1945 звільнений у відставку. 8 травня 1945 року заарештований британською владою. Притягнутий до 12-му процесу Американського військового трибуналу в Нюрнберзі у справі ОКВ, але був виправданий та 30 жовтня 1948 року звільнений.
У 1949-52 роках керівник військово-морської історичної команди в Бремерхафені.

## Нагороди
Військова кар'єра
- 3 квітня 1907 — кадет ВМС
- 21 квітня 1908 — фенрих ВМС
- 1908 — обер-фенрих-цур-зее
- 28 вересня 1910 — лейтенант-цур-зее
- 27 вересня 1913 — оберлейтенант-цур-зее
- 17 червня 1917 — капітан-лейтенант
- 1 квітня 1926 — корветтен-капітан
- 1 жовтня 1931 — фрегаттен-капітан
- 1 жовтня 1933 — капітан-цур-зее
- 1 жовтня 1937 — контрадмірал
- 1 січня 1940 — віцеадмірал
- 1 вересня 1941 — адмірал
- 1 березня 1944 — генерал-адмірал

- Залізний хрест
  - 2-го класу
  - 1-го класу (17 листопада 1917)
- Військовий Хрест Фрідріха-Августа (Ольденбург)
  - 2-го класу із застібкою «Перед ворогом»
  - 1-го класу (14 серпня 1918)
- Почесний хрест ветерана війни з мечами (27 грудня 1934)
- Орден Меча, командорський хрест (Швеція; 26 червня 1936)
- Медаль «За вислугу років у Вермахті» 4-го, 3-го, 2-го і 1-го класу (25 років; 2 жовтня 1936) — отримав 4 нагороди одночасно.
- Орден Корони Італії, великий офіцерський хрест (23 вересня 1938)
- Почесний знак Німецького Червоного Хреста 1-го класу (20 квітня 1939)
- Орден морських заслуг (Іспанія), білий дивізіон (21 серпня 1939)
- Застібка до Залізного хреста 2-го і 1-го класу (29 вересня 1939) — отримав 2 нагороди одночасно.
- Медаль «У пам'ять 22 березня 1939 року» (26 жовтня 1939)
- Орден Святого Савви 2-го класу (Королівство Югославія; 15 листопада 1939)
- Лицарський хрест Залізного хреста (21 квітня 1940)
- Орден Священного скарбу 1-го класу (Японська імперія; 26 вересня 1942)
- Нагрудний знак флоту (30 липня 1944)